# Musa fitzalanii
Musa fitzalanii är en enhjärtbladig växtart som beskrevs av Ferdinand von Mueller. Musa fitzalanii ingår i släktet bananer, och familjen bananväxter. Inga underarter finns listade i Catalogue of Life.